# Лука Кранах Млађи
Лука Кранах Млађи (*Витенберг, 4. октобар 1515 — † Витенберг, 23. јануар 1586) је био немачки сликар и цртач.
Син је Луке Кранаха Старијег. Образовао га је његов отац а после његове смрти преузео је његову радионицу у Витенбергу. Био је под снажним утицајем свога оца, само је у коришћењу на својим сликама развио извесну самосталност. Био је значајни сликар портрета. Веома су цењене његове митолошке представе и представе обичаја. Међутим, његовим религиозним радовима недостаје изражајна снага.

## Одабирање мотива и боја
Као заступник једне нове генерације сликара одабирао је Лука Кранах Млађи са љубављу и великим надахнућем фигуралне представе и мотиве. Композиције су биле изненађујуће лепоте а бојом су богатије од радова његовог оца.

## Галерија
(Грубо у хронолошком поретку и у загради датум настанка и место где се слика налази.)
- Ана фон Минквиц (1543)
- Каспар фон Минквиц (1543)
- Последња вечера (1547, Витенберг)
- Пољски краљ Зигмунд II (око 1550)
- Јоахим II Брандембурски (око 1550, Гриневалд)
- Електор Аугуст I (око 1550, Дрезден)
- Распеће (1555, Вајмар)
- Барбара Радзивил (око 1555)
- Ускрснуће (1558)
- Грегор Брук (1558)
- Филип Меланхтон (1559, Франкфурт)
- Пастири у Бетлему (1564, Витенберг)
- Племић (1564)
- Висока дама (1564, Беч)
- Распеће (1565, Витенберг)
- Последња вечера (1565)
- Ускрснуће младића из Најна (1569)
- Лоза господа (1569, Витенберг)
- Филип I Поморански (1571)
- Електор Јохан Фридрих (1578)
- Морис фон Саксен (1579)
- Маргарета Елизабет фон Ансбах (1579, Минхен)
- Ханс фон Линдау (1581, Отендорф)
- Лоза у Салцведел (1582)